# Robert Kardashian
Robert George Kardashian (Los Angeles, 22 febbraio 1944 – Los Angeles, 30 settembre 2003) è stato un avvocato e imprenditore statunitense, principalmente conosciuto in quanto avvocato e amico di O.J. Simpson.

## Biografia
Di origini armene, primo dei tre figli di Arthur Kardashian (1917–2012) e Helen Jean Arakelian Kardashian (1917–2008), Robert Kardashian ottenne un Juris Doctor presso la University of San Diego e praticò la professione per quasi dieci anni; in seguito, iniziò a lavorare presso uno studio di avvocati, con il quale partecipò alla difesa di Orenthal James Simpson.
Kardashian e Simpson si incontrarono per la prima volta nei primi anni settanta e divennero buoni amici. Inizialmente Kardashian partecipò alla difesa di O.J. Simpson come assistente volontario del team di avvocati che si occupava della difesa del giocatore. Fu "promosso" ad avvocato difensore dallo stesso Simpson. Nei giorni successivi all'omicidio di Nicole Simpson e Ronald Goldman, Simpson fu ospite presso casa Kardashian.
Robert Kardashian è il padre di Kim, Kourtney, Khloé e Robert Jr., tutti avuti dalla sua prima moglie Kris Houghton (nota come Kris Kardashian, poi Jenner, avendo sposato Caitlyn Jenner), e tutti protagonisti del reality show Al passo con i Kardashian.
Kardashian è morto di carcinoma dell'esofago il 30 settembre 2003, all'età di 59 anni.